# Échecs marseillais
Les échecs marseillais sont une variante du jeu d'échecs où chaque joueur joue deux coups à la suite. On doit sa popularité à Albert Fortis, mais Franzose Jehan de Queyl serait le premier à avoir formulé ses règles. Sensiblement déséquilibrées en faveur des blancs, les règles originales ont laissé place à la variante des « échecs marseillais équilibrés », dans laquelle les blancs ne disposent que d'un coup au premier tour.
Cette variante fut surtout populaire à la fin des années 1920, dans les années 1930, puis de nouveaux dans les années 1950 sous l'impulsion, entre autres, de Jean-Pierre Boyer et Hans Klüver. Richard Réti, Eugène Znosko-Borovsky, le champion du monde Alexandre Alekhine,  et André Chéron ont notamment joué à cette variante.

## Histoire
L'origine de la variante des échecs marseillais est trouble. Son invention est généralement attribuée à Albert Fortis, un expatrié installé un temps à Marseille, qui l'aurait expérimenté avec le Norvégien I. Rossow. vers 1922. Selon Funkschach, Franzose Jehan de Queylar serait en réalité le premier à avoir formulé les règles de la variante des échecs marseillais durant la Première Guerre mondiale, mais sa popularité est dû sans nul doute à Albert Fortis. Quoi qu'il en soit, ses règles sont publiées pour la première fois en 1925 dans le journal local Le Soleil.

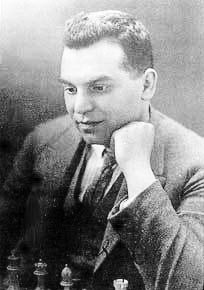
Richard Réti, l'un des fondateurs de l'école hypermoderne, est un joueur de la variante des échecs marseillais.

La variante est rapidement devenue populaire, au point que des tournois furent organisés à Paris et Hambourg dès 1926 et 1927, respectivement. Le champion du monde d'échecs Alexandre Alekhine, Richard Réti, Eugène Znosko-Borovsky et André Chéron sont autant de joueurs connus pour avoir joués à cette variante. Les parties n'ont pas été conservées, mais il a été rapporté que lors d'un rassemblement chez Alekhine, Madame Léon-Martin, amateur de la variante, a écrasé Richard Réti et perdu de très peu face à Alekhine.
Les échecs marseillais ne sont par la suite redevenus populaires que dans les années 1950, grâce, entre autres, à Jean-Pierre Boyer et Hans Klüver. Plusieurs tournois d'échecs par correspondance sont organisés dans cette variante par E. T. O. Salter et, à la fin des années 1970, AISE (Associazione Italiana Scacchi Eterodossi, en français « Association italienne des échecs hétérodoxes ») en organise également des tournois, et ce régulièrement. Alessandro Castelli, son président, est à l'origine de nombreuses avancées dans la théorie de ce jeu, et notamment d'une étude approfondie des ouvertures. La variante fut celle de l'équipe d'Italie n°1 (trois équipes italiennes étaient présentes) lors des premières Heterochess Olympiads (olympiades des échecs hétérodoxes), organisées par l'AISE en 1988 et auxquelles huit équipes de six pays différents participèrent.
Pour Castelli, les échecs marseillais s'avéraient être une variante sensiblement déséquilibrée en faveur des blancs, les coups 1. e4/Cf3 ou 1. d4/Cf3 menant selon lui à une victoire théorique. Dans les années 1950, Robert Bruce suggéra que les blancs ne disposent que d'un coup lors du premier tour pour rééquilibrer les forces, une variante nommée « échecs marseillais équilibrés », variante de référence ayant complètement remplacé l'originale chez les joueurs spécialistes.

## Règles

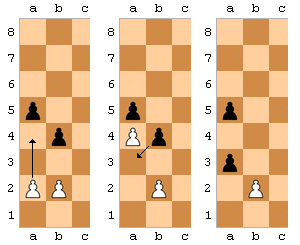
La règle sur la prise en passant est l'objet de variantes.

Sauf exception, chaque joueur dispose de deux coups consécutifs par tour qu'il peut effectuer avec la même pièce ou deux pièces différentes, sachant que le roque[réf. nécessaire] ou l'avance de deux cases des pions depuis leur position initiale sont considérés comme un unique coup. 
Si le roi adverse est mis en échec au premier coup, alors c'est à l'adversaire de répondre sans qu'un deuxième coup n'advienne, et celui-ci doit sortir de sa situation de mise en échec dès son premier coup. Le roi ne peut se mettre en situation d'échec ni au premier ni au deuxième coup et si après avoir joué son premier coup, un joueur se trouve dans une situation où il lui est impossible de jouer un coup légal, il est déclaré pat. Une variante interdit un échec au roi au premier coup.
La prise en passant est un coup légal si l'adversaire a avancé son pion de deux cases, que ce soit au premier comme au deuxième coup, mais la prise doit être faite immédiatement. Si l'adversaire a réalisé deux mouvements de pions de deux cases, les deux pions peuvent être pris en passant à chacun des deux coups. Dans un article du numéro de septembre 1928 de la revue L'Échiquier, Franz Palatz précise que cette dernière règle est l'invention d'Alexandre Alekhine. Si un joueur ne peut faire qu'un coup parmi les deux qui lui sont accordés, il y a alors une situation de pat. Dans une variante, la prise en passant n'est possible qu'à condition que le coup de pion de l'adversaire soit son deuxième coup